# Премия Дрейпера
Пре́мия Чарльза Старка Дре́йпера (англ. Charles Stark Draper Prize) — одна из премий, присуждаемых Национальной инженерной академией США. Присуждается за значительные инженерные достижения, оказавшие сильное влияние на общество, а также приведшие к улучшению качества жизни и/или облегчившие доступ к информации. Премия названа в честь американского учёного и инженера Чарльза Старка Дрейпера, иногда называемого «отцом инерциальной навигации».
Премия составляет $500 тыс. (по состоянию на октябрь 2009). Данная премия не вручалась в 2010, 2017, 2019 годах.

## Лауреаты премии
| Год  | Лауреат                                                                      | Обоснование награды |
| ---- | ---------------------------------------------------------------------------- | --- |
| 1989 | Джек Килби Роберт Нойс                                                       | «За создание монолитной интегральной схемы, независимо друг от друга.» |
| 1991 | Фрэнк Уиттл Ханс-Иоахим Пабст фон Охайн                                      | «За создание турбореактивного двигателя, независимо друг от друга.» |
| 1993 | Джон Бэкус                                                                   | «За создание Фортрана, первого широко используемого высокоуровневого компьютерного языка общего назначения.» |
| 1995 | Джон Пирс Гарольд Розен                                                      | «За разработку спутниковой коммуникационной технологии.» |
| 1997 | Владимир Гензель                                                             | «За изобретение процесса „Платформинга“.» |
| 1999 | Чарльз Као Роберт Маурер Джон Макчесни                                       | Оригинальный текст (англ.)«For the conception and invention of optical fiber for communications and for the development of manufacturing processes that made the telecommunications revolution possible.»                              |
| 2001 | Винтон Серф Роберт Эллиот Кан Леонард Клейнрок Лоуренс Робертс               | «За разработку Интернета.» |
| 2002 | Роберт Лангер                                                                | «За биоинженерию революционной медицинской системы доставки лекарств.» |
| 2003 | Айвен Геттинг Брэдфорд Паркинсон                                             | Оригинальный текст (англ.)«For the concept and development of the Global Positioning System (GPS).» |
| 2004 | Алан Кэй Батлер В. Лэмпсон Роберт Тейлор Чарльз Такер                        | Оригинальный текст (англ.)«For the vision, conception, and development of the first practical networked personal computers.» |
| 2005 | Минору Араки Фрэнсис Мэдден Эдвард Миллер Джеймс Пламмер Дон Шосслер         | «За проектирование, разработку и запуск спутника «Корона», первой системы наблюдения Земли из космоса.» |
| 2006 | Уиллард Бойл Джордж Элвуд Смит                                               | «За изобретение ПЗС-матриц (CCD), главных светочувствительных компонентов цифровых фотоаппаратов и других широко используемых систем обработки изображений.»                                                                           |
| 2007 | Тим Бернерс-Ли                                                               | «За разработку World Wide Web.» |
| 2008 | Рудольф Кальман                                                              | Оригинальный текст (англ.)«For the development and dissemination of the optimal digital technique (known as the Kalman Filter) that is pervasively used to control a vast array of consumer, health, commercial and defense products.» |
| 2009 | Роберт Деннард                                                               | «За изобретение и вклад в разработку динамической памяти с произвольным доступом (DRAM), универсально используемой в компьютерах, а также в системах коммуникации и обработки данных.»                                                 |
| 2011 | Фрэнсис Арнольд Уиллем Стеммер                                               | Оригинальный текст (англ.)«For directed evolution, a method used worldwide for engineering novel enzymes and biocatalytic processes for pharmaceutical and chemical products.»                                                         |
| 2012 | Джордж Хейлмейер Вольфганг Хелфрих Мартин Шадт Питер Броуди                  | «за вклад в разработку технологий для жидкокристаллических дисплеев, используемых в миллиардах пользовательских и профессиональных устройствах.»                                                                                       |
| 2013 | Мартин Купер Joel S. Engel Richard H. Frenkiel Thomas Haug Yoshihisa Okumura | Оригинальный текст (англ.)«For their pioneering contributions to the world's first cellular telephone networks.» |
| 2014 | Джон Гуденаф Yoshio Nishi Рашид Язами Акира Ёсино                            | «за разработку перезаряжаемоголитий-ионного аккумулятора, позволившим создавать компактные, лёгкие мобильные устройства» |
| 2015 | Исаму Акасаки M. George Craford Russel D. Dupuis Ник Холоньяк Сюдзи Накамура | «за изобретение, развитие и коммерческое внедрение новых материалов и технологий для светодиодов |
| 2016 | Эндрю Джеймс Витерби                                                         | Оригинальный текст (англ.)«For development of the Viterbi algorithm, its transformational impact on digital wireless communications, and its significant applications in speech recognition and synthesis and in bioinformatics.»      |
| 2018 | Бьёрн Страуструп                                                             | «за создание идеи и развитие языка программирования C++» |
| 2020 | Жан Фреше C. Grant Willson                                                   | «за изобретение, развитие и коммерческое использование химически усиленных материалов для микро- и наносборки, включая экстремальную миниатюризацию микроэлекронных устройств»                                                         |
| 2022 | Стивен Фербер Джон Лерой Хеннесси Дэвид Паттерсон Софи Уилсон                | «за вклад в изобретение, разработку и внедрение компьютерных микросхем с набором упрощённых/редуцированных команд (RISC).» |
| 2024 | Стюарт Паркин                                                                | «за разработку технологий спинтроники, позволяющих хранить цифровую информацию, которая служит основой нашего мира, управляемого данными.»                                                                                             |